# Ivaneane, Sofia-capitala
Ivaneane (în bulgară Иваняне) este un sat în comuna Stolicina, regiunea Sofia-capitala,  Bulgaria. 

## Demografie
Componența etnică a satului Ivaneane
     Bulgari (93,75%)
     Nicio identificare (6,24%)
     Altele (0%)
La recensământul din 2011, populația satului Ivaneane era de 929 locuitori. Din punct de vedere etnic, majoritatea locuitorilor (93,75%) erau bulgari. Pentru 6,24% din locuitori nu este cunoscută apartenența etnică.